# Sluiting van de Schelde

Schelde ten westen van Antwerpen in 1629

De sluiting van de Schelde of de blokkade van de Schelde was een blokkade voor het scheepvaartverkeer op de Schelde tussen Antwerpen en de zee, die gold van 1587 tot 1795. Ze was ook van toepassing op de Sassevaart en het Zwin voor het verkeer van Gent en Brugge. De sluiting betekende dat geen rechtstreekse doorvaart van zeeschepen van en naar de Zuid-Nederlandse havens op de Schelde was toegestaan. Dat hield geen blokkade in van de Scheldehandel. Die kon meestal gewoon doorgaan. De vracht moest wel op het Zeeuwse traject (en soms ook op Zuid-Nederlands gebied) worden overgeladen.
De sluiting van de Schelde aan het begin van de Tachtigjarige Oorlog was een breuk met de relatief vrije doorvaart in de tijd van de verenigde Spaanse Nederlanden. Ze introduceerde, naast de al bestaande oude tollen, vertragingen en nieuwe onkosten. De blokkades hadden een grote negatieve invloed op de economie van de Zuidelijke Nederlanden, aangezien hierdoor Antwerpen haar belangrijke positie verloor (door haar strategische ligging langs de Wester- en Oosterschelde). Ze was daarom voor Spanje en de Zuidelijke Nederlanden moeilijk te aanvaarden.

## Eerste belemmeringen

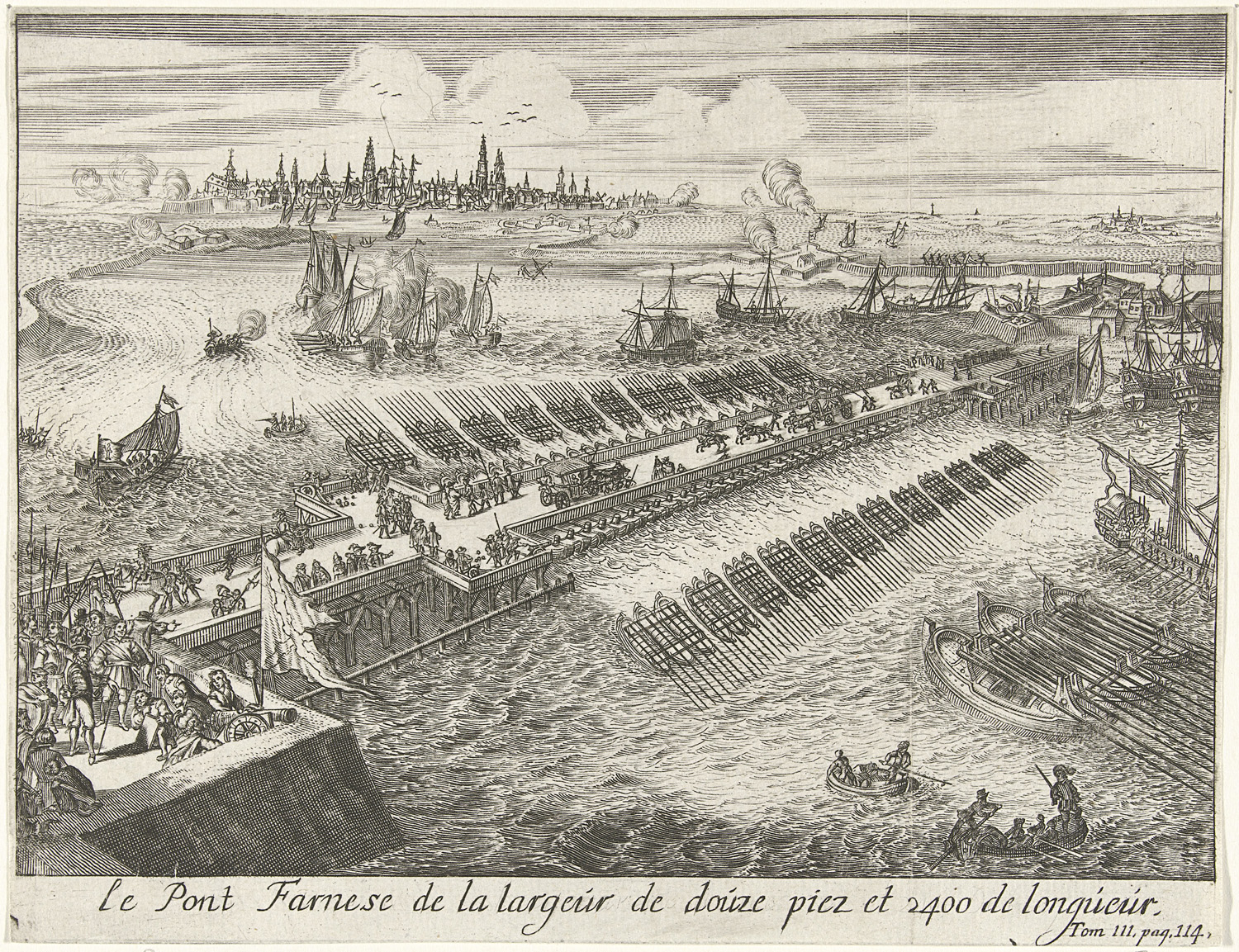
De schipbrug aangelegd door de hertog van Parma over de Schelde, 1585

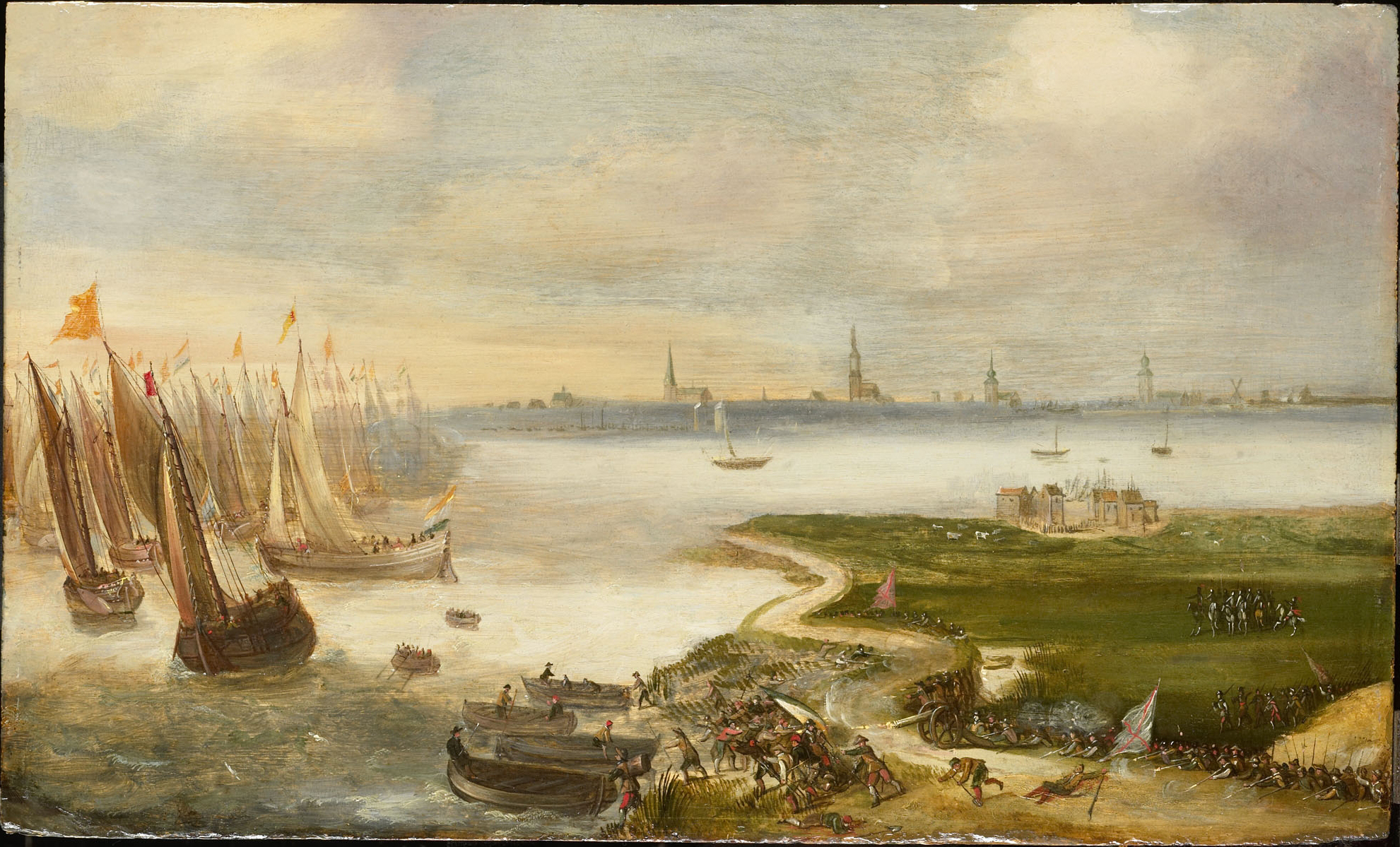
De mislukte aanslag op Antwerpen door prins Maurits, 17 mei 1605.

In 1572 werd de scheepvaart over de Schelde een eerste maal geblokkeerd, door opstandelingen tegen het Spaanse bewind (zie Tachtigjarige Oorlog). Dit was slechts een kortstondige blokkade, want na de Spaanse Furie sloot Antwerpen zich aan bij de opstandelingen. Toen de Spanjaarden het beleg rond de stad sloegen, werd er een brug gebouwd tussen de forten van Sint-Marie en St.-Filips. Deze brug vervulde het beoogde doel; vanaf maart 1585 was er opnieuw geen scheepvaart meer mogelijk over de Schelde. Na een beleg van meer dan een jaar gaf de stad zich over in wat bekendstaat als de Val van Antwerpen.
Als gevolg hiervan werd de Schelde afgesloten door een vloot van de Republiek. Deze bestond uit lange, platboomde oorlogsschepen die bekend stonden als "drimmelaars" of "uitleggers". De vloot werd gesteund door de forten van Lillo en Liefkenshoek (toen nog in handen van de Republiek). In de periode 1585-1648 zijn door het Spaanse leger diverse mislukte pogingen gedaan om deze forten te veroveren. Door de sterke Nederlandse vloot had het Nederlandse republiek enige bewaking over de Schelde en nam ook in 1605 een mislukte poging om Antwerpen in te nemen. Strategisch voor het Noorden was ook de inname van Staats-Vlaanderen, waardoor de monden van de Schelde geheel op haar grondgebied kwamen te liggen. Bovendien viel hierdoor tevens de scheepvaart op de Sassevaart en het Zwin stil.

## Scheepvaart langs Zeeuwse havens
Al lang voor de Tachtigjarige Oorlog gebruikten veel binnen- en buitenlandse reders de havens en rede van Walcheren als voorhaven van Antwerpen en Gent. Dat gebeurde vrijwillig, om de moeilijke vaart met grote schepen door de Schelde te vermijden. Aan de kust werd dan overgeladen van zeeschepen op binnenschepen (lichters) of omgekeerd. Zeeuwse huurschippers bedienden meestal het tussenliggende traject op de Schelde. 
Tijdens de oorlog werd de buitenlandse scheepvaart door de Republiek der Zeven Verenigde Nederlanden tegengehouden, enkel binnenvaart tussen de Noordelijke en de Zuidelijke Nederlanden was toegelaten. Dit bleek een bruikbaar systeem om te controleren of geen verboden oorlogstuig of militaire voorraden over de schelde naar het zuiden werden doorgevoerd. Antwerpse handelaars zetten dan ook Zeeuwse schippers in om goederen over te laden en naar Antwerpen te brengen. De overslag was uiteraard erg winstgevend voor de Zeeuwse havensteden, met name Middelburg, Vlissingen en in mindere mate Veere. De Zeeuwen wilden dan ook verhinderen dat de Schelde opengesteld zou worden toen de strijd werd gestaakt.

## Licenten en convooien
Zowel de Spanjaarden als de Nederlanders vroegen licenten. Dat waren in-, uit- of doorvoervergunningen, waarvoor naar soort en hoeveelheid van de goederen moest worden betaald. De licenten werden geheven voor militaire doeleinden, en daarom werden ze ingevoerd aan het begin van de Tachtigjarige Oorlog. Spaanse licenten werden afgeschaft na de Vrede van Münster (1648). Toen bleek dat de Spaanse licenten heel winstgevend waren, werden ze opnieuw ingevoerd. Dit zorgde voor veel protest in de Spaanse Nederlanden en zelfs onrust, waarna Don Juan ze afschafte in augustus 1656. In 1686 kwamen de licenten weer in voege. Tussen 1572 en 1577 legde ook de Republiek licenten op aan al wie handel dreef met het Zuiden. Zij bekostigde hiermee het onderhoud en de bevoorrading van de vloot op de Schelde. De Republiek hief daarnaast convooien (beschermingsgelden) als bijdrage in de kosten van de beveiliging van haar wateren. Het verbodemen werd daarom in 1587 door de Noordelijke Staten-Generaal verplicht gesteld. 
Deze belastingen werden geheven ter hoogte van Lillo, waar Zeeuwse schepen hun lading moesten overladen op schepen uit het Zuiden (na de Vrede van Münster mochten ze verder varen tot in Antwerpen). Vandaar spreekt men ook wel van de "fiscale barrière tussen Lillo en Liefkenshoek".

## Praktijk van de sluiting en economische gevolgen

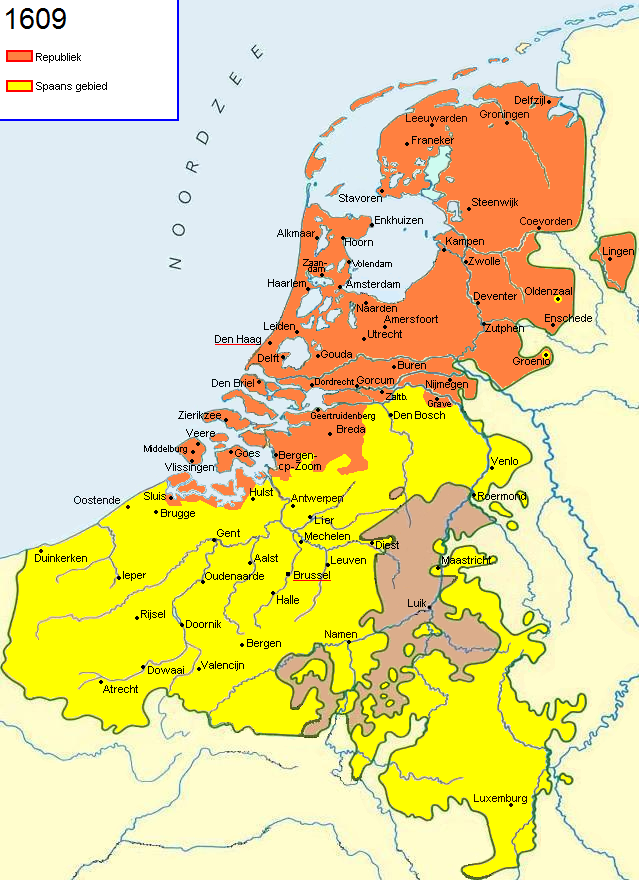
De Nederlanden in 1609. De blokkade bleef van kracht toen het Twaalfjarig Bestand werd ondertekend.

Tijdens de oorlog mochten geen oorlogsgoederen via de Schelde worden doorgevoerd. Alleen bij uitzondering was alle handel van en naar de Zuidelijke havens verboden. Dat gebeurde dan op initiatief van de regering in Brussel, die enkele malen een volledige economische boycot van het Noorden uitvaardigde. In vredestijd was de handel, afgezien van de verplichte verbodeming en de wederzijdse betaling van tollen en andere heffingen, vrij. Bepaalde soorten zware of bederfelijke lading waren uitgezonderd van de verplichting tot overslag. De situatie was er niet veel anders dan aan de Maas, de Rijn en de Noord-Duitse rivieren, waar ook een- of meermaals verbodemd moest worden en de nodige heffingen moesten worden voldaan. Voor het gevoel van de Antwerpenaren lag het anders, omdat er vóór de staatkundige scheiding geen overslagplicht, licenten en convooien waren geweest, maar enkel tollen.
De zogenoemde sluiting betekende geen blokkade van de Schelde. Kooplieden uit het Zuiden of het buitenland konden zelf hun waren van overzee over de Schelde invoeren. Ze hoefden die niet bij Zeeuwse of Hollandse handelaren in te kopen. De overslag en het vervoer over de Beneden-Schelde konden ze zelf of via zaakwaarnemers regelen. Het verplichte verbodemen leidde tot extra kosten en vertragingen, maar deze waren relatief beperkt in vergelijking met andere logistieke uitdagingen van die tijd. Toch bracht dit een concurrentienadeel voor Antwerpen met zich mee ten opzichte van bijvoorbeeld Amsterdam. In internationaal verband was de verplichting tot verbodemen (overladen, overslaan, lastbreken) aan de grens echter vrij gebruikelijk. Ook binnen één land, zoals op de Rijn in Dordrecht, Keulen en Mainz, en de Vlaamse kanalen in Gent en in Brugge, kwam ze eeuwenlang voor.
De provincie Zeeland spande zich in om het systeem van de verbodeming en de heffingen ook in tijden van wapenstilstand en na de oorlog te behouden. Vandaar maakte het Twaalfjarig Bestand geen einde aan de blokkade.  Holland zag er aanvankelijk weinig voordeel in en wilde het wel inruilen voor Spaanse concessies. Voor Zeeland was het belangrijk in verband met de veiligheid van zijn wateren en kwetsbare polders. De voorhavenfunctie leverde ook bedrijvigheid, werk en geld op. Het kleine Zeeland zag in dat het om politieke en geografische redenen nooit de plaats van Antwerpen als commercieel centrum zou kunnen overnemen. Daarom probeerde het mee te profiteren van de Antwerpse, Gentse en Brugse handelsactiviteit. De Scheldehandel moest daarvoor zoveel mogelijk ongestoord doorgaan. Tollen, licenten en convooien dienden daarom onbezwaarlijk te blijven en wederzijds te worden verlaagd of afgeschaft.
De regeringen in Madrid en Brussel gingen daar niet in mee. Ze hadden moeite de volle soevereiniteit van de Republiek over de Beneden-Schelde te accepteren en vonden het verbodemen daar strijdig met hun waardigheid. Ze hadden ook weinig op met het vrijzinnige Antwerpen en beperkten de contacten met het protestantse Noorden en andere niet-katholieke naties zoveel als mogelijk. Om zo min mogelijk afhankelijk te zijn van de Republiek, hieven ze zware belastingen op de Scheldehandel. Ze zochten een alternatief voor de Schelderoute door het verbeteren en bevorderen van de achterlandverbindingen van de Vlaamse kusthavens Oostende, Nieuwpoort en Duinkerken. Voor de kooplieden van het Zuiden boden die meestal echter, ondanks lagere tarieven, weinig voordelen.

## Neergang van Antwerpen en opkomst van Amsterdam
In de literatuur van de 19e en het begin van de 20e eeuw was de sluiting van de Schelde omstreden en werd soms verkeerd geïnterpreteerd. Ze zou strijdig zijn geweest met het eertijds geldende rivierenrecht. Ook zou ze de voornaamste reden zijn geweest voor de neergang van Antwerpen als handelsmetropool en de opkomst van Amsterdam als nieuw centrum van de wereldhandel. Vanaf het midden van de 20e eeuw zijn verschillende studies verschenen die meer licht wierpen op de sluiting en die deze zienswijze deels weerlegden of nuanceerden.
Er waren ook andere redenen voor de neergang van Antwerpen. Antwerpen was altijd al kwetsbaar, omdat het vooral handelde in luxe goederen en buitenlandse handelshuizen en vrachtvaarders er een grote rol speelden.  De stad verloor al vanaf circa 1550, dus al vóór de opstand, aan aantrekkingskracht. Religieuze onderdrukking, oorlogen van Spanje met Engeland, Frankrijk en de Republiek, en een verslechterende economische toestand speelden daarbij een rol. Daardoor begonnen zowel buitenlandse als eigen kooplieden, industriëlen en ambachtslieden uit te wijken, eerst naar Engeland, Frankrijk en Duitsland. Pas in een later stadium, toen het in Holland rustiger werd en beter ging, werd ook dat gewest doel van emigranten. Slechts weinig handel en industrie verplaatste zich naar Zeeland.
Antwerpen bleef een belangrijk handelscentrum in de Zuidelijke Nederlanden, maar verloor zijn vooraanstaande positie in het internationale verkeer. De regering in Brussel kon of wilde weinig ondernemen om Antwerpen aantrekkelijker te maken. Het verbodemen op de Schelde speelde bij dat alles niet de voornaamste rol, maar was wel een factor in de neergang van Antwerpen. Amsterdam was in opkomst, ondanks dat ook daar de zeevaart op de rede van Texel verbodemd en over grote afstand met lichters door de Zuiderzee vervoerd moest worden. De bloei van Amsterdam had eigen autonome oorzaken. Vooral de relatief open en tolerante instelling, de goede en integrale organisatie van handel, landbouw, veeteelt, visserij en industrie, de uitgewogen handelspolitiek van de overheden in overeenstemming met de handelselites, en de beschikbaarheid van een enorme eigen vloot, droegen daartoe bij. Amsterdam hechtte nooit veel belang aan het verbodemen op de Schelde.

## Onderhandelingen over de sluiting

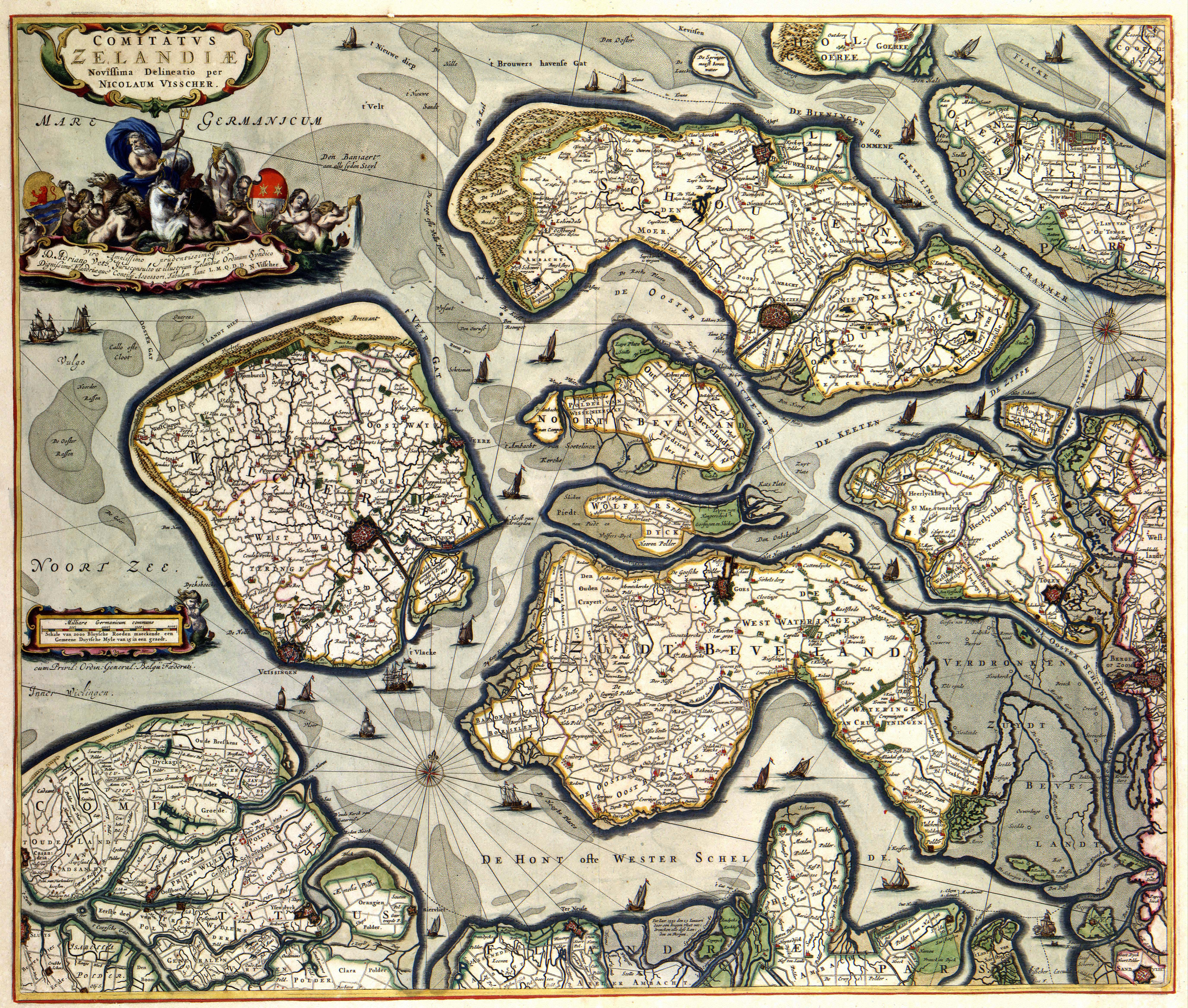
Zeeland op de kaart (1690)

Het verbodemen bij de vaart op Antwerpen en Gent werd tijdens de Tachtigjarige Oorlog niet formeel tussen de partijen geregeld. Dit gebeurde wel met de vaart op Sluis en Brugge. De Republiek had aanvankelijk de vaart op de moeilijk te controleren Vlaamse kusthavens helemaal geblokkeerd. Door verdragen tussen de besturen van Brugge en Zeeland in 1591 en 1596 werd de toegang tot het Zwin weer mogelijk, mits er verbodemd werd zoals op de Schelde..
Bij de vredesonderhandelingen van begin 1608 werd het verkeer over de Schelde en het Zwin nog als een ondergeschikte 'binnenlandse' kwestie beschouwd. De Republiek was bereid het vooroorlogse Schelderegime te herstellen. Spanje moest dan wel haar volle soevereiniteit over land en religie erkennen en haar vrij laten in de vaart op Oost-Indië. De Staten-Generaal van het Noorden brachten een gedetailleerd verdragsartikel in over de Scheldevaart. Die zou geheel vrij zijn, zonder verplichting te verbodemen. De Spaanse koning bleek uiteindelijk niet bereid tot de gevraagde toegevingen, zodat het ontwerp van de baan was..
Toen eind 1608 onderhandelingen over een bestand werden gevoerd, kwam het punt niet meer uitdrukkelijk terug. Zeeland maakte toen in de Staten-Generaal een hard punt van de sluiting. Als erkenning van zijn soevereiniteit, en waarborg voor zijn veiligheid en economische activiteit, eiste het dat die voorlopig bleef bestaan. Tegen de zin van Holland en de andere provincies werd die interne afspraak ten slotte gemaakt. Het bestandsverdrag van 1609 was vaag over de 'binnenlandse vaart'. Toen het Twaalfjarig Bestand inging, werden de meeste oorlogsregelingen afgeschaft, maar niet het verplichte verbodemen van de zeevaart op de Schelde. Spanje protesteerde, omdat het dat zag als symbool van soevereiniteit van de Republiek. Het nam vergeldingsmaatregelen, waardoor veel van de Scheldehandel uitweek en zowel Zeeland als Antwerpen economische schade leden. Onderhandelingen tussen 1609 en 1613 over de uitvoering van het bestand brachten weinig verandering in de situatie..
Na afloop van het bestand in 1621 sloten de Spaanse Nederlanden tussen 1626 en 1629 alle riviergrenzen met de Republiek volledig af en verboden alle handel en andere contacten. De Rijn- en Maashandel van de Republiek probeerden ze naar het Zuiden af te leiden door de aanleg van een Rijn-Maas-Scheldekanaal, de Fossa Eugeniana. Ondertussen vonden toch weer geheime onderhandelingen plaats in Roosendaal. Spanje eiste daarbij onder andere volledige openstelling van de Schelde. In 1628 waren de Staten-Generaal bereid daarin mee te gaan, onder voorwaarde dat Spanje zich zou neerleggen bij hun volle soevereiniteit. De Spaanse koning liet die kans voorbij gaan omdat hij hulp verwachtte van de Duitse keizer en de Liga van katholieke Duitse landen. Die hulp kwam er echter nauwelijks en Spanje verzwakte snel. Beide partijen dachten toen aan een voortzetting van het eerdere bestand, met verbodemen op de Schelde. Op aandrang van Frankrijk koos de Republiek er echter in 1630 voor de oorlog voort te zetten.
In 1632 voerden de Staten-Generaal van het Noorden en die van het Zuiden rechtstreekse onderhandelingen. Vrijwillige hereniging zou toen tot volledige vrijheid van de Schelde hebben geleid. Door aarzelingen aan beide zijden ging het al spoedig enkel nog over een verbond, waarbij de Scheldekwestie in het midden gelaten werd. Ook daarvan kwam niets terecht.
Vanaf 1642 werd in Europees verband gesproken over een alomvattende vrede of een bestand in de diverse uitputtende oorlogen die al te lang hadden geduurd. Bij de voorbereiding van onderhandelingen met Spanje over een bestand eiste Zeeland weer dat het verbodemen op de Schelde gehandhaafd zou worden. De Scheldehandel mocht daarbij niet belemmerd worden door hoge belastingen of door begunstiging van de Vlaamse kusthavens. Holland en de andere provincies van het Noorden hadden geen behoefte aan die eisen, maar ze accepteerden in 1645 toch dat ze in de instructie werden opgenomen, zij het niet als breekpunt. Bij de onderhandelingen in 1646 bleek dat Spanje met de sluiting van de Schelde en de andere zeearmen kon instemmen, als die de handel en het scheepvaartverkeer van de Zuid-Nederlandse havens niet zou verhinderen of bemoeilijken. Toen de besprekingen onverwacht vlot verliepen, en de partijen meteen vrede wilden sluiten, werd er niets meer aan de artikelen over het Schelderegime veranderd. Het regime dat voor een bestand bedoeld was, werd daardoor in het Vredesverdrag van Munster (1648) permanent. Dat verdrag, en het Schelderegime, werd door alle belangrijke naties in vervolgverdragen tot aan het eind van de 18e eeuw bevestigd.

## Juridische basis van de sluiting en bezwaren daartegen

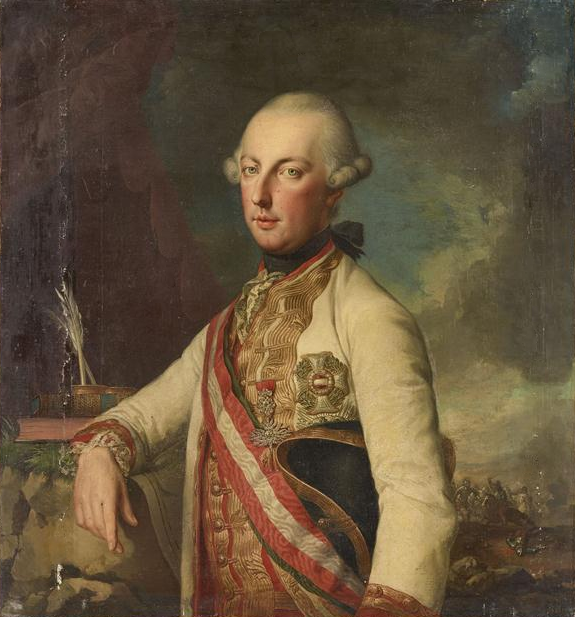
Keizer Jozef II van het Heilige Roomse Rijk schreef in een ultimatum aan de Republiek om de Schelde open te stellen, gebruikmakend van het argument van natuurrecht.

De sluiting van de Schelde was aanvankelijk gebaseerd op het oorlogsrecht. Dat stond toe de aan- en afvoer van de vijand te controleren of zo nodig te beletten. Het verbodemen van de vracht was een middel voor inspectie, waardoor ook de juiste heffingen bepaald konden worden. Het voorkwam bovendien dat de vijand met schepen van buiten een aanvalsvloot kon opbouwen.
Zeeland beriep zich verder op zijn gewoonterecht van het verbodemen, dat ook op andere grote Europese rivieren bestond. Heel sterk was dat gewoonterecht niet verankerd. De Staten-Generaal stelden daarnaast dat ze op hun eigen wateren het soevereine recht hadden de scheepvaart te regelen zoals ze wilden. Tot aan het verdrag van Munster bleef de rechtsbasis van de sluiting vaag. De soevereiniteit van de Republiek werd nog niet algemeen erkend. Het was verder onduidelijk of oude binnenlandse rechten bleven bestaan, of dat de Spaanse Nederlanden voortaan als buitenland moesten worden beschouwd. Ook wist men niet of andere landen het verbodemen blijvend zouden accepteren.
Pas na de vrede, in 1654, formuleerden de Staten-Generaal voor gebruik in het buitenland een officiële juridische verantwoording van de sluiting. De belangrijkste grondslag voor het Schelderegime was het soevereine recht van de Republiek om haar regels te stellen op de eigen wateren. Een bijkomende ondersteuning was het verbodemingsrecht over de inkomende en uitgaande zeevaart dat Zeeland van oudsher bezeten zou hebben, en dat het steeds had gehandhaafd. Het artikel van het verdrag van Munster dat de sluiting definitief vastlegde, werd als derde, minder belangrijke pijler van het Schelderegime genoemd. Het bond enkel de Spaanse koning en zijn rechtsopvolgers in het Zuiden, en landen die het verdrag bevestigd hadden.
Later in de 17e en 18e eeuw gingen de Staten-Generaal de 'gesloten' Schelde zien als een verzekering voor het veilige voortbestaan in vrijheid en onafhankelijkheid van de Republiek. Die veiligheid was niet vanzelfsprekend in het kwetsbare open benedenrivierengebied met zijn smalle dijken en laaggelegen polders. Men beschouwde het daarom in de Republiek als wijs beleid om het eenmaal ingestelde en internationaal aanvaarde Schelderegime onveranderd te handhaven.
In het Zuiden waren de bezwaren tegen de sluiting van de Schelde aanvankelijk vooral van politieke aard. Brabant en Vlaanderen verwachtten herstel van het historische doorvaartrecht dat ze voor de oorlog in Zeeland genoten hadden. De Spaanse koning wilde heel lang niets weten van de volledige soevereiniteit en rechtsmacht die de Noordelijke provincies in hun gebieden en wateren opeisten. Het was zijn eer te na, voor de doorvaart afhankelijk te zijn van de rebellen. Vanaf het Twaalfjarig Bestand beriepen vertegenwoordigers van het Zuiden zich ook op het natuurrecht. Ze gaven daaraan een eigenzinnige uitleg, die door de Republiek bestreden werd (zie hierna). Na het sluiten van het verdrag van Munster in 1648 legde het Zuiden zich lange tijd neer bij de realiteit van de 'gesloten' Schelde.
Ook het Oostenrijks bestuur van de Zuidelijke Nederlanden in de 18e eeuw zag geen juridische mogelijkheden om het Schelderegime te betwisten. Keizer Jozef II viel het in 1784 langs indirecte weg aan, door een serie andere kwesties op te kloppen en daarover een ultimatum te stellen.  De Republiek zou zich daaruit kunnen redden door toe te geven in de zaak van de Schelde. De actie van de keizer werd begeleid door pamflettisten die de historische, politieke, morele en juridische grondslag van het Schelderegime bestreden. Ze beriepen zich vooral op het natuurrecht. De bekendste onder hen was Simon Nicolas Henri Linguet. Aan de zijde van de Republiek verschenen als reactie pamfletten die de standpunten van de Staten-Generaal verdedigden. Een verdienstelijk schrijver daarvan was Honoré Gabriel de Riqueti, graaf van Mirabeau. Deze pennenstrijd was politiek interessant, maar juridisch erg oppervlakkig (zie hierna).

## Recht van doorvaart in het oude volkenrecht
In het Romeinse Rijk was de vaart op rivieren vrij voor de eigen burgers en ingezeten, net als dat destijds in gebieden buiten het Rijk het geval was. Die vrijheid was niet onbeperkt. Er bestonden ook monopolies van schipperscorporaties, en veel tollen en doorvoerheffingen van allerlei aard. In de rijken van de vroege middeleeuwen bleef dat zo. Doorgaande vaart vanuit zee naar het binnenland was voor vreemdelingen doorgaans niet toegestaan. Internationale handel vond plaats in emporia aan de grens of de kust. Later in de middeleeuwen kregen gewestelijke en plaatselijke machthebbers zeggenschap over de riviervaart. De regelingen waren divers. Doorgaande vaart of handel, al dan niet tegen betaling, kon wel of niet worden toegestaan. De heffingen werden een belangrijke inkomstenbron voor de besturen. Vanaf de 14e eeuw stemden de Bourgondische en Habsburgse landsheren de regelingen in de Nederlanden weer zoveel mogelijk op elkaar af. Op de Beneden-Schelde was er toen in het algemeen vrije vaart en handel vanuit zee naar de bovenstroomse havens en omgekeerd. Wel moesten er tol en heffingen betaald worden. Om vaartechnische redenen werd veel lading op de rede van Walcheren verbodemd, maar het was niet algemeen verplicht. Dat veranderde door het ontstaan van een nieuwe staatsgrens tussen Noord en Zuid aan het eind van de 16e eeuw.
In de vroegmoderne tijd legde Hugo de Groot de grondslag voor een internationaal rivierenrecht. Hij ging uit van het natuurrecht en het Romeins recht, waarin rivieren, omsloten baaien en zeestraten door een volk in bezit genomen konden worden. Alleen de open zee was en bleef het vrije domein van alle volken. Hij verdedigde wel vrij internationaal handelsverkeer, met vrije doorgang over land en rivieren voor personen en handelswaar, als niet afdwingbare morele verplichting. Internationale handelswegen mochten niet worden afgesloten en de doorvoer van levensbehoeften en andere koopwaar naar buurlanden mocht niet worden belemmerd. Dat natuurlijke recht van onschuldige doortocht gold voor personen, handel en handelswaar, maar niet zonder meer voor de verkeersmiddelen zoals schepen en wagens. Gepaste soevereine regelgeving, zoals redelijke tollen, heffingen en veiligheidsmaatregelen, waren volgens De Groot geoorloofd. Hoewel hij het niet expliciet noemde, was daarmee ook een 'gesloten' Schelde (met verbodeming en heffingen) toelaatbaar, zolang die niet ontaardde in een afgesloten rivier met belemmerde handel.
In het vervolg van de 17e en 18e eeuw bouwden andere gezaghebbende volkenrechtsgeleerden, zoals Pufendorf, Wolff en Vattel, op die basis voort. Hun opvattingen stemden, met kleine nuances, met elkaar overeen. Landen zouden wegen, rivieren en zee-inhammen in bezit kunnen nemen, maar alle naties hielden een algemeen recht op het gebruik daarvan. De eigenaar (soeverein) zou daarbij voorzorgsmaatregelen, formaliteiten en heffingen in verband met de veiligheid en diensten aan het vervoer kunnen opleggen. Van een absoluut recht op vrije doorgang kon alleen sprake zijn in geval van echte noodzaak, als een land zich op geen andere manier van zijn levensbehoeften kon voorzien. Het was steeds de eigenaar, en niet de vrager, die moest beslissen of er sprake was van schade of overlast, en over de middelen om die te voorkomen. De eigenaar mocht echter het onschuldig gebruik niet zonder goede redenen weigeren, en ook geen willekeurige belastende voorwaarden stellen. Alle volkenrechtsgeleerden betrokken de vrije doortocht op personen, handel en handelswaar, maar niet op de daarvoor gebruikte schepen en andere vervoersmiddelen. Zolang de doorvoerhandel niet onnodig werd belemmerd of duur gemaakt, kon de eigenaar van een vaarweg soeverein redelijke beheersregelingen opleggen. Dat was de praktijk van die tijd en dat werd gebruikelijk volkenrecht. Daarom kon de sluiting van de Schelde ongestoord twee eeuwen blijven bestaan.

## De Schelde vrij. Antwerpse haven open en dicht.

### Keteloorlog
Keizer Jozef II beriep zich in 1784 niet rechtstreeks op het volkenrecht om 'opening' van de Schelde te krijgen. Geen enkele regering steunde in die tijd een absoluut natuurrecht op doorvaart voor bovenstroomse staten. Ook wilden de buurlanden niet zonder goede reden raken aan belangrijke artikelen van het verdrag van Munster en vervolgverdragen. Een nieuwe bijzondere regeling voor de scheepvaart op de Schelde kon alleen tot stand komen op basis van een nieuw verdrag (positief recht). De keizer probeerde dat met verschillende provocaties in grensplaatsen af te dwingen. Zo stuurde hij een schip vanuit Antwerpen de Schelde af, maar dat werd aan de grens door een Zeeuws wachtschip met een kanonschot tegengehouden (de Keteloorlog). Het leidde tot onderhandelingen tussen de Oostenrijkse Nederlanden en de Republiek, met Frankrijk als bemiddelaar. De keizer kreeg weinig steun. Noch Frankrijk noch de andere buurlanden wensten verandering van het Scheldestatuut. De onderhandelingen eindigden met het Verdrag van Fontainebleau (1785) dat de eer van de keizer redde. Hij kreeg enige gebiedsuitbreiding aan de Schelde, maar de sluiting werd bevestigd. Als compensatie voor het opgeven van zijn vermeende aanspraken op Maastricht en omstreken, en voor waterschade door inundaties, werd hem in totaal tien miljoen gulden toegezegd. Het betrof dus geen vergoeding voor het 'gesloten' houden van de Schelde, zoals veel geschreven werd. Frankrijk, dat de Republiek als bondgenoot wilde, zegde toe een groot deel van die som te zullen betalen. Ook tijdens de rest van de Oostenrijkse heerschappij in de Zuidelijke Nederlanden bleef de Schelde 'gesloten'. Dat bleef zo na de Brabantse Omwenteling tijdens het bestuur van de Verenigde Nederlandse Staten.

### Franse periode
| Jaar | Aantal aangekomen zeeschepen | Totale tonnenmaat |
| ---- | ---------------------------- | ----------------- |
| 1800 | 111                          | 4.707             |
| 1801 | 153                          | 7.267             |
| 1802 | 179                          | 11.472            |
| 1803 | 166                          | 12.715            |
| 1804 | 274                          | 23.747            |
| 1805 | 371                          | 33.902            |
| 1806 | 96                           | 11.640            |
| 1807 | 92                           | 10.984            |
| 1808 | 2                            | 202               |
| 1809 | 1                            | 95                |
| 1810 | 10                           | 413               |
| 1811 | 5                            | 160               |
| 1812 | 16                           | 435               |
| 1813 | 6                            | 119               |

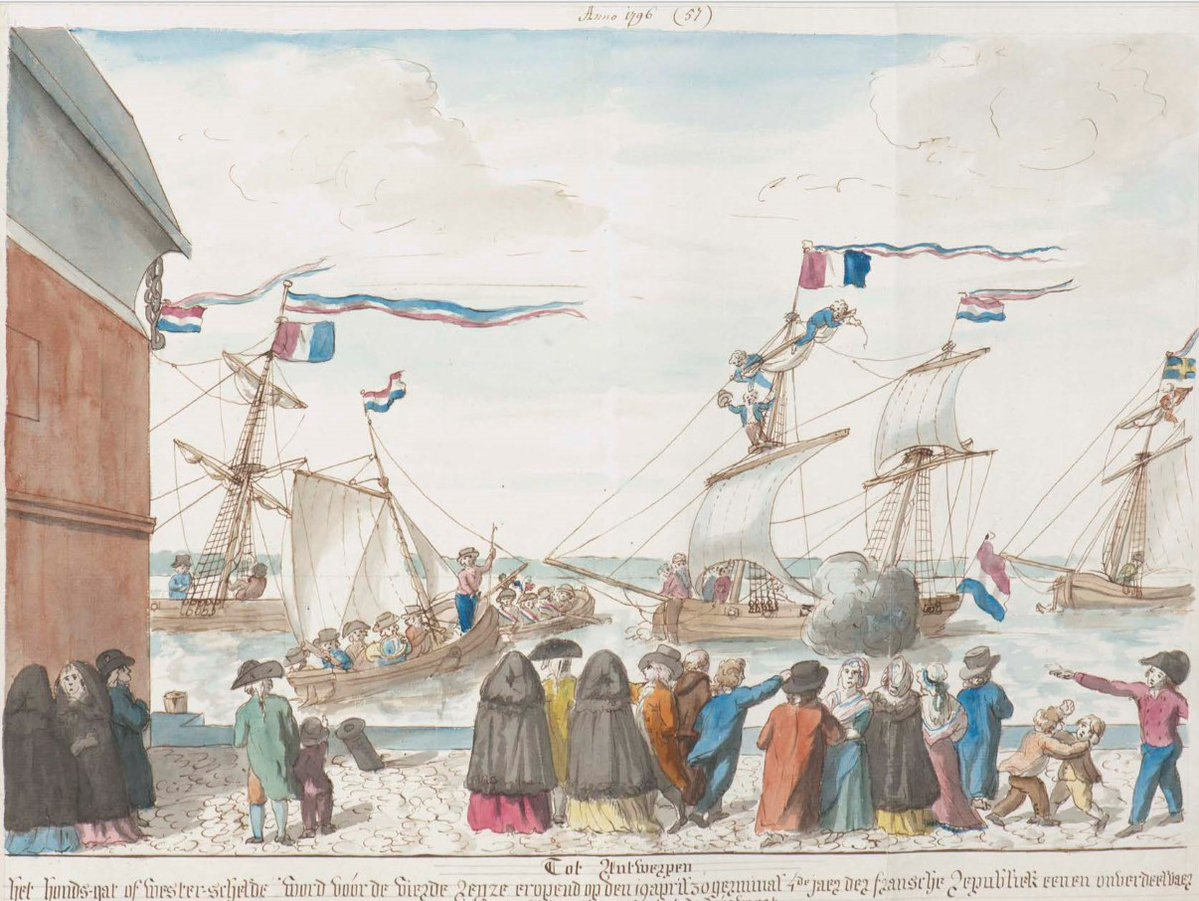
Feestelijke bootparade op 19 april 1796 voor het eerste (Zweedse) handelsschip dat Antwerpen binnenvoer, dankzij de door de Fransen afgedwongen opening van de Schelde (Pierre Goetsbloets, 1796).

In 1792 vielen de Fransen de Zuidelijke Nederlanden binnen. Omdat minister Lebrun-Tondu wist dat de invasie en bezetting niet op algemeen gejuich zou worden onthaald, probeerde hij het enthousiasme te vergroten door het heikele dossier van de Schelde op te lossen. Meer dan welke andere stad in de Zuidelijke Nederlanden trok Antwerpen voordeel uit de komst van de Fransen. Op 16 november 1792 nam de voorlopige uitvoerende raad in Parijs een besluit aan dat de vrijheid van de scheepvaart op Schelde uitriep, en bepaalde dat de rivier desnoods met geweld 'geopend' moest worden. De bevestiging door de Nationale Conventie volgde vier dagen later. De Fransen baseerden zich op het natuurrecht dat zegt dat rivieren gemeenschappelijke eigendom zijn. Verdragen zouden daaraan ondergeschikt zijn. De bijzondere rechten van de bezitter van de benedenrivier, zoals tot dan toe erkend in het volkenrecht, werden terzijde geschoven. In 1792 voer een Franse vloot van oorlogsschepen naar Antwerpen en stelde de Schelde open. De Republiek protesteerde, maar kon niets doen. De Britse regering verklaarde dat ze nooit zou toestaan dat Frankrijk onder het voorwendsel van een zogenaamd natuurrecht het politieke en rechtssysteem van Europa zou vernietigen. In 1794 nam Frankrijk ook controle over de Nederlandse Republiek als vazalstaat met hulp van de patriotten (het Bataafs Legioen). 
Bij het Vredesverdrag van Den Haag (1795) werd Staats-Vlaanderen bij het Scheldedepartement gevoegd en werd de Scheldevaart officieel vrijgemaakt. Toch was ook toen de Schelde niet geheel vrij, omdat zowel Franse als Engelse slagschepen de toegang tot Antwerpen bewaakten. Franse schepen moesten erop toezien dat het Continentaal Stelsel nageleefd werd, Engelse schepen wilden de Franse vloot uit Antwerpen overmeesteren (zie Walcherenexpeditie), zodat pas in 1796 het internationaal handelsverkeer in Antwerpen opnieuw op gang kwam. Na de opening van de Antwerpse haven nam de scheepvaart aanzienlijk toe. Er was daarbij geen sprake van algemene vrije riviervaart of rechten voor bovenstroomse landen, maar van Franse toe-eigening van scheepvaartrechten. Een voorbeeld is het Frans-Duitse Rijnoctrooi van 1804, dat ook geen algemene vrije scheepvaart bracht. Het bevestigde nog het verbodemen op de Rijn als nuttige dienst.
Na de nederlaag van Napoleon hertekende het Congres van Wenen de Europese verhoudingen, uitgaande van het algemene Europese belang, vooral dat van de grote mogendheden. De slotakte van 1815 legde ook de basis voor een betere organisatie van de scheepvaart op de Rijn en enkele andere met name genoemde rivieren. Die werd in specifieke riviercommissies en regionale verdragen uitgewerkt. Het betekende niet dat de vaart op die rivieren meteen helemaal vrij was. Sommige tollen en oude regelingen bleven bestaan en niet-oeverstaten hadden niet altijd vaarrechten. Op de Rijn was het verbodemen nog jarenlang verplicht.

### Nederlandse en Belgische periode
In het nieuwe Verenigd Koninkrijk der Nederlanden van 1815 bleef de scheepvaart over de Schelde ongehinderd. Bij de Belgische Opstand (1830) werd de haven van Antwerpen opnieuw geblokkeerd. Dit gebeurde in oktober 1830 onder het bevel van kapitein Lewe van Aduard in het kader van de herovering van Antwerpen. De Schelde bleef toen geblokkeerd tot in 1832, toen de Nederlanders de Citadel van Antwerpen ontruimden.
Vanaf 1839 sloten België en Nederland een veelheid aan verdragen waarin de scheepvaart en het vaarwegbeheer van de Schelde geregeld werden. Het Verdrag van Londen bepaalde dat Nederland de vrije doorvaart diende te garanderen, en daartoe stond het in voor de bevaarbaarheid van de Schelde. Het gaf Nederland tevens het recht om 1,50 gulden tol te heffen per ton geladen goed. Met de Scheldetractaten sloten België en Nederland nog overeenkomsten omtrent de scheepvaart over de rivier.

## Afkoop van de Scheldetol

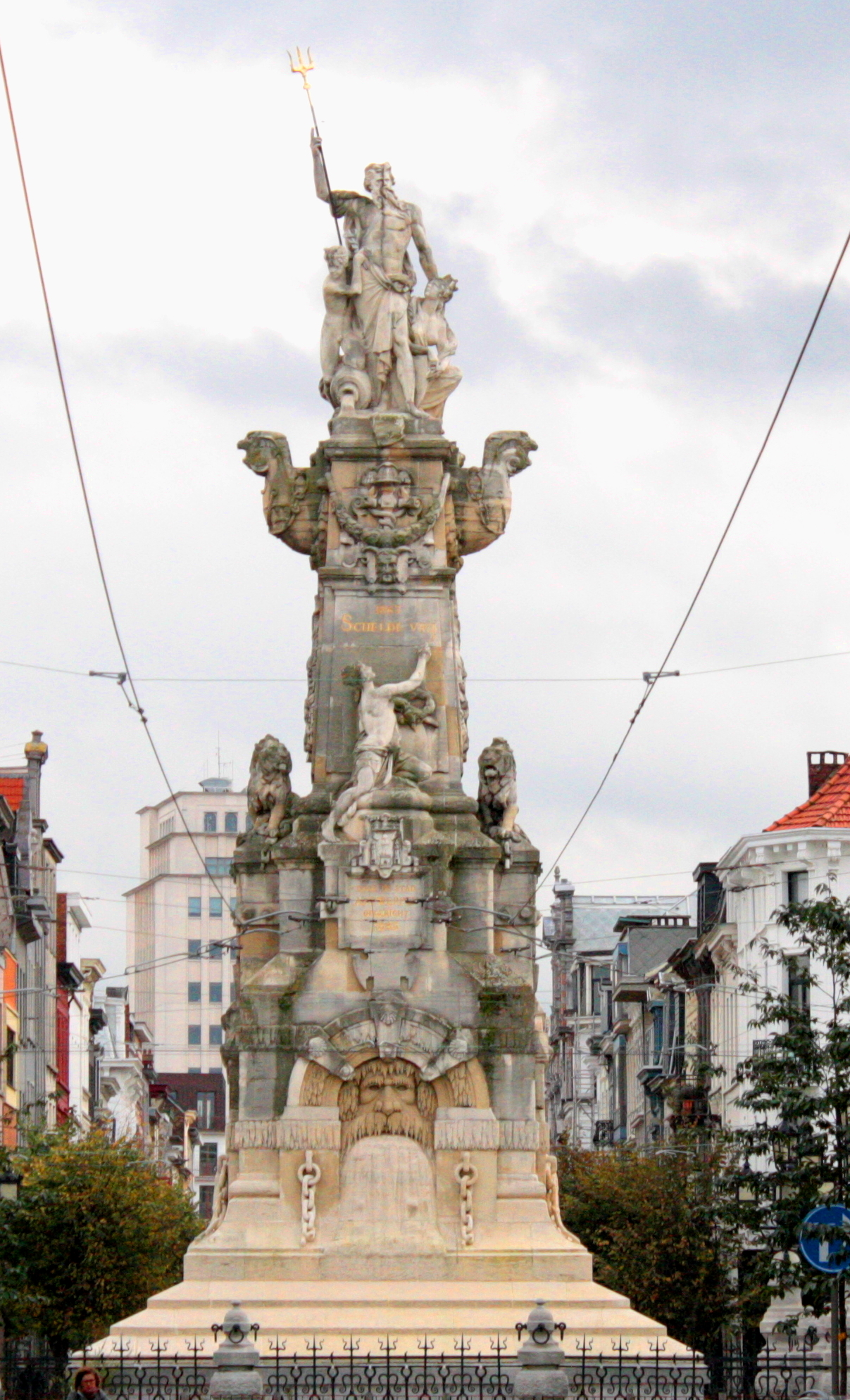
Het Schelde Vrij-monument staat sinds 1883 op de Marnixplaats in Antwerpen om het afkopen van de tol te vieren.

Op 12 mei 1863 sloten België en Nederland een verdrag dat het mogelijk maakte de Scheldetol af te kopen. Op 16 juli van dat jaar kocht België met steun van andere zeevarende naties de laatste rest van de middeleeuwse tol voorgoed af, tegen een bedrag van 17.141.640 gulden. Hiervan nam België een derde voor zijn rekening, Engeland meer dan een vierde. De andere 19 landen betaalden naargelang hun aandeel in de scheepvaarttrafiek op Antwerpen: Argentinië, Brazilië, Bremen, Chili, Denemarken, Ecuador, Frankrijk, Griekenland, Hamburg, Hannover, Italië, Lübeck, Mecklenburg-Schwerin, Noorwegen, Oldenburg, Oostenrijk, de Pauselijke Staten, Peru, Portugal, Pruisen, Rusland, Spanje, Turkije, de Verenigde Staten en Zweden. De onderhandelaar aan Belgische zijde, Auguste Lambermont, ontving de titel baron.
Het Schelde Vrij-monument (opgericht in 1873) op Het Zuid in Antwerpen werd gewijd aan de afkoop van de Scheldetol.